# Aguateca
Aguateca o por su nombre original K'inich Pa' Wits (significa «montaña partida resplandeciente») es un sitio arqueológico del clásico tardío de los mayas, y pertenece a las ciudades de la cuenca del Usumacinta. Se encuentra localizado en el municipio de Sayaxché en Petén, Guatemala. Aguateca fue habitada desde aproximadamente el siglo V d. C., pero alcanzó su apogeo durante el Clásico Tardío, especialmente en el siglo VIII d. C. Fue una ciudad fundada posiblemente por la ciudad maya de Dos Pilas y sirvió como la última capital del Reino de Petexbatún. Es probable que se estableciera por razones de seguridad y vigilancia, dada su estratégica posición geográfica. Se han registrado 704 estructuras y murallas que alcanzan una longitud de 4,506 metros, fue construida sobre un promontorio natural de piedra caliza, rodeado por barrancos profundos que le brindaban una excelente defensa natural, estas defensas sugieren que la ciudad enfrentó constantes amenazas de conflicto, probablemente de ciudades vecinas o facciones rivales .

## Breve descripción
El sitio fue ocupado ca. 700 a 850 d. C., en donde existió una ciudad fundada por Dos Pilas, y la última capital del estado del Petexbatún, se localiza en el suroeste del Petén, Guatemala, en el extremo sur de la laguna de Petexbatún, sobre un risco de 90 m de altura, que le daba a la ciudad excelente posición defensiva y vista del área, además de estar protegida al frente por una muralla de 3 m de alto. La Plaza principal está separada del resto por una falla natural de 3 m de ancho y unos 5 m de profundidad.
La ciudad fue abandonada de prisa, y nunca rehabitada, lo que dio a los arqueólogos la rara oportunidad de encontrar muchos objetos de uso diario y ceremoniales en excelentes condiciones, escondidas en diversa estructuras. Entre sus estructuras y monumentos, el sitio cuenta con ocho estelas, tres plazas, dos palacios y varios templos y también tiene un pequeño museo.

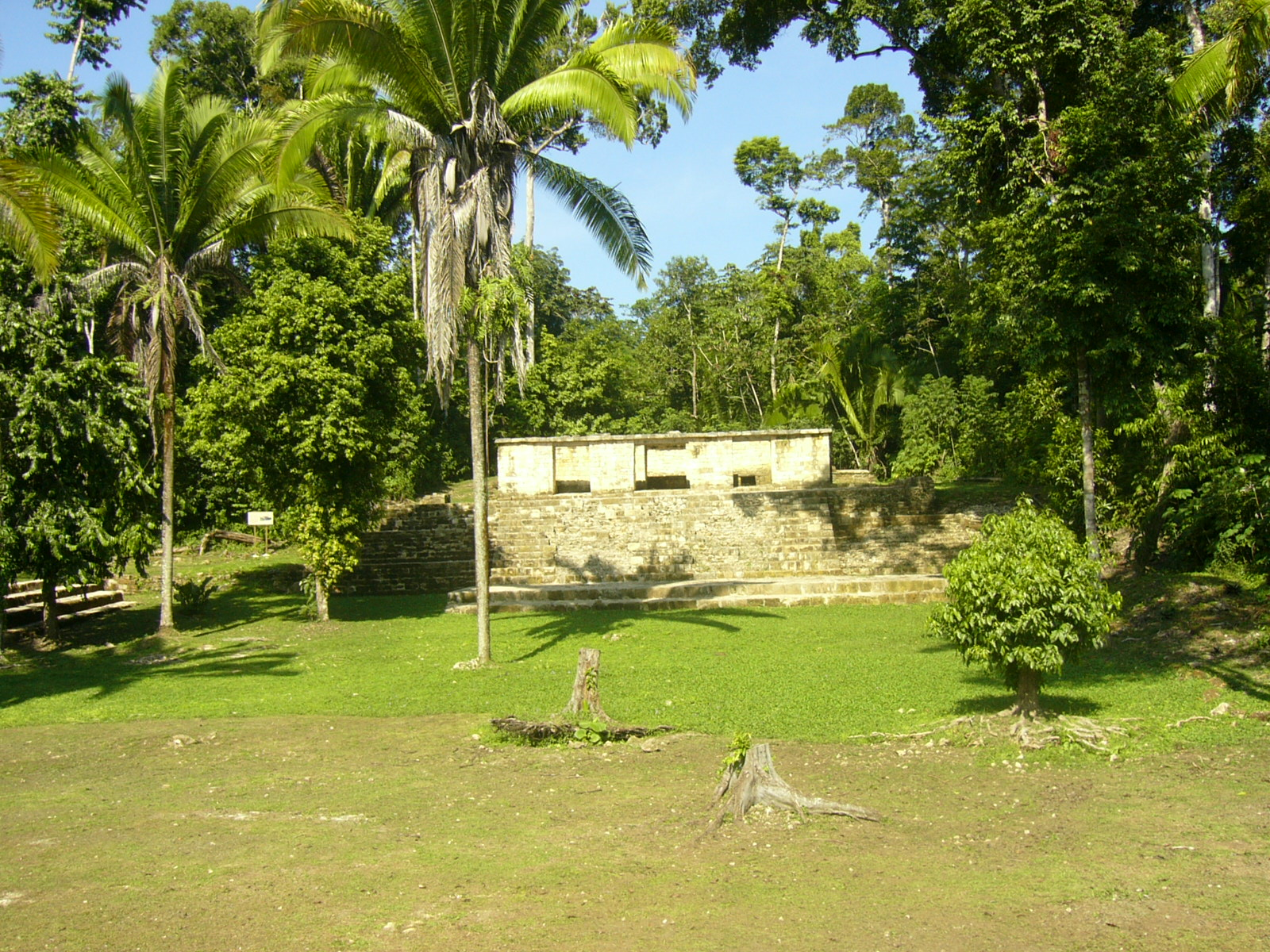
Palacio Real.
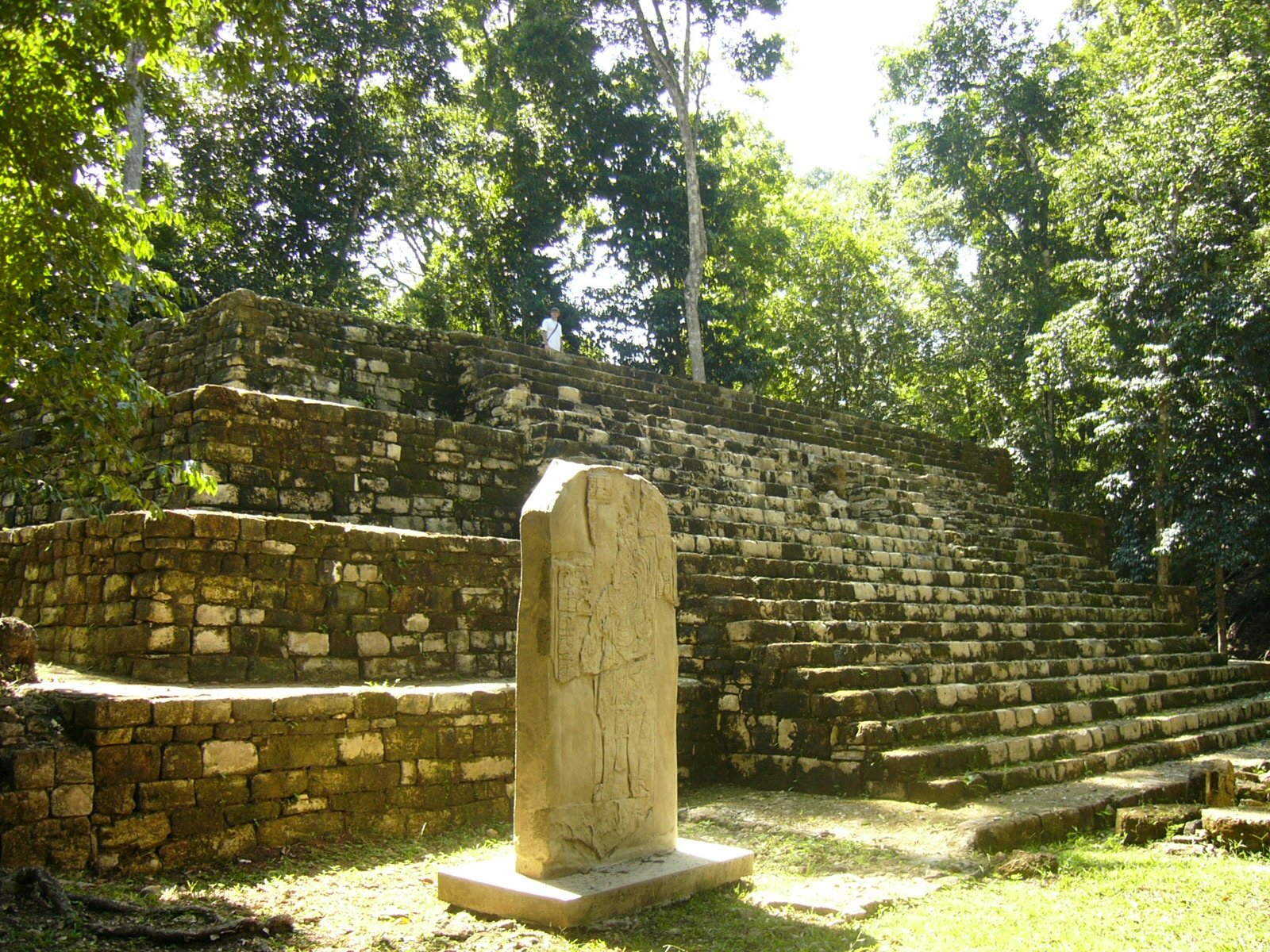
Templo en Plaza Principal y Estela 4.